# 사랑의 조건 (1982년 드라마)
《사랑의 조건》은 한국방송공사 드라마이다.

## 제작진
- 극본 : 조남사
- 연출 : 이진욱

## 출연진
- 김윤미
- 김자옥
- 박근형
- 반효정
- 정동환
- 정운용
- 김미영